# Gare des Salines (Ajaccio)
Gare des Salines vasútállomás Franciaországban, Ajaccio településen.

## Vasútvonalak
Az állomást az alábbi vasútvonalak érintik:
- Bastia-Ajaccio-vasútvonal

## Kapcsolódó állomások
A vasútállomáshoz az alábbi állomások vannak a legközelebb:
- Gare d’Ajaccio
- train stop Ricanto / Ricantu